# Eupatorium hyssopifolium
Eupatorium hyssopifolium е вид тревисто растение от семейство Сложноцветни (Asteraceae). Видът е незастрашен от изчезване.

## Разпространение
Видът е ендемит за Северна Америка. Разпространен е масово в източната и южната част на централната част на САЩ, от Масачузетс на запад до Уисконсин и на юг до Тексас и Флорида. Расте във влажни почви.

## Описание
На височина достига от половин до един метър.